# Аксон-рефлекс
Аксо́н-рефле́кс (несправжній рефлекс) — нервова реакція, що відбувається у межах розгалужень одного чутливого нерв. волокна без участі головного й спинного мозку. При А.-р. збудження, викликане подразненням одного з нервових закінчень, не досягаючи тіла нервової клітини, переходить на ін. закінчення, викликаючи певну реакцію, напр. розширення судин шкіри при подразненні її.